# جبن (حبيش)

تعديل مصدري - تعديل

جبن محلة تابعة لقرية العلاية، التابعة لعزلة شباع بمديرية حبيش إحدى مديريات محافظة إب في الجمهورية اليمنية، بلغ تعداد سكانها 20 حسب تعداد اليمن لعام 2004.